# Christian López
Crhistian López Bobadilla (Coatepeque, 30 de marzo de 1984 - ibídem, 6 de noviembre de 2013) fue un destacado deportista guatemalteco de la especialidad de halterofilia. Fue campeón de Centroamérica y del Caribe en Mayagüez 2010. Participó en los Juegos Olímpicos de Pekín 2008 y Juegos Olímpicos de Londres 2012.

## Trayectoria
La trayectoria deportiva de Christian López se identifica por su participación en los siguientes eventos nacionales e internacionales:

### Juegos Centroamericanos y del Caribe
Fue reconocido su triunfo de ser el quinto deportista con el mayor número de medallas de la selección de  Guatemala 
en los juegos de Mayagüez 2010.

#### Juegos Centroamericanos y del Caribe de Mayagüez 2010
Su desempeño en la vigésima primera edición de los juegos, se identificó por ser el ducentésimo vigésimo sexto deportista con el mayor número de medallas entre todos los participantes del evento, con un total de 2 medallas:

- , Medalla de oro: 100 kg Arrancada
- , Medalla de bronce: 100 kg

## Fallecimiento
Falleció el 6 de noviembre de 2013 tras padecer problemas respiratorios.